# ریما نانیان
ریما ژیرایری نانیان (ارمنی: Ռիմա Ժիրայրի Նանյան؛ انگلیسی: Rima Nanyan؛ ۱ مارس ۱۹۹۵) نقاش اهل ارمنستان است.

## زندگی‌نامه
وی در ۱ مارس ۱۹۹۵ در ایروان به دنیا آمد و از کالج دولتی هنرهای زیبای پانوس ترلمزیان و آکادمی دولتی هنرهای زیبای ارمنستان فارغ‌التحصیل گشت. وی همچنین برنده جوایزی همچون جایزه جوانان رئیس‌جمهور ارمنستان (۲۰۱۷) شد.

## یادداشت
1. ↑  Հայաստանի նախագահի երիտասարդական մրցանակ

## نگارخانه

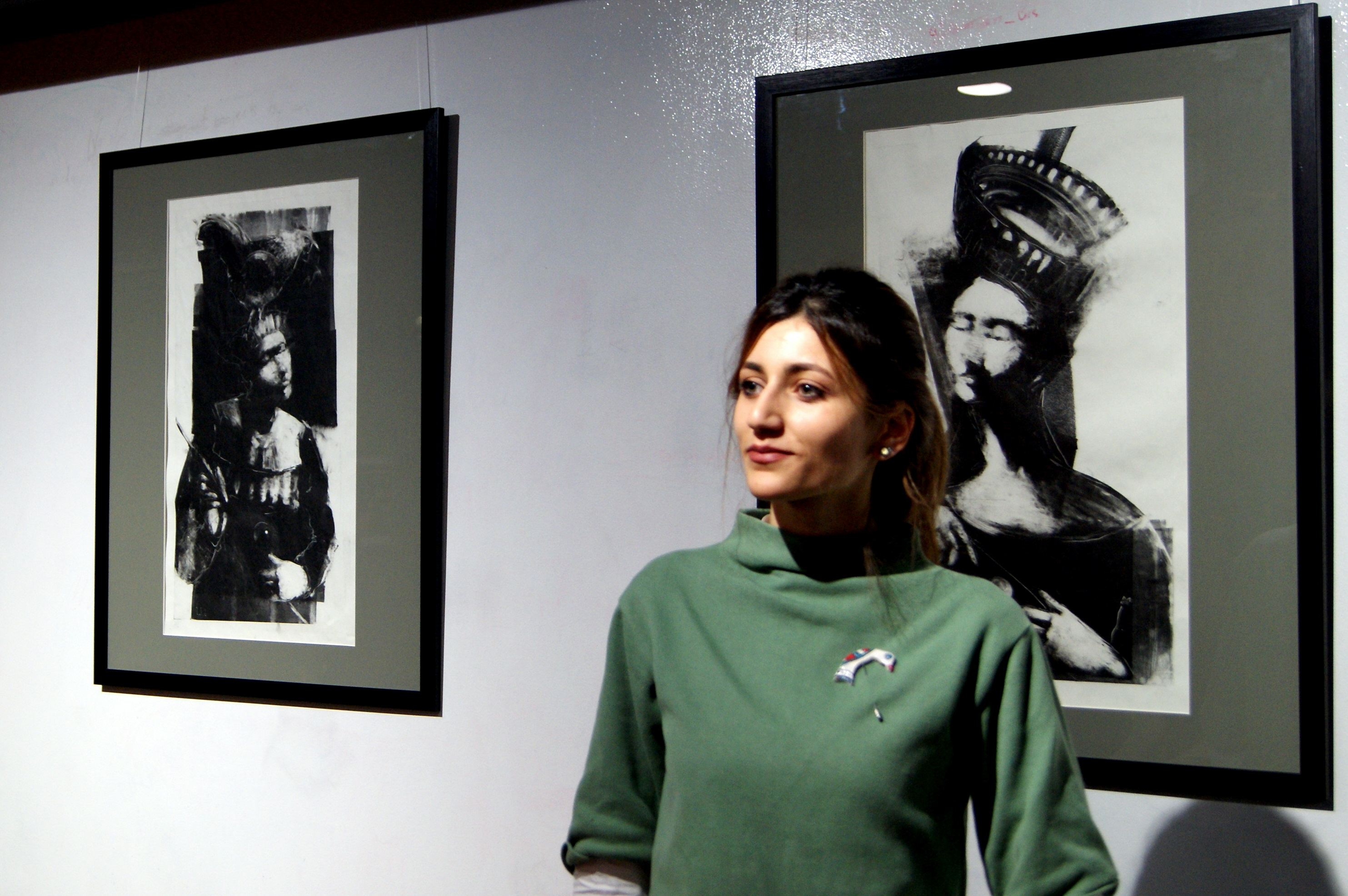